# Michel II Bourdin
Pour les articles homonymes, voir Michel Bourdin et Bourdin.
Michel Bourdin, dit Michel Bourdin le Jeune ou Michel II Bourdin afin de le différencier de son père également prénommé Michel, né à Paris en 1609 et mort dans la même ville en 1678, est un sculpteur français.

## Biographie
Michel Bourdin naît à Paris en 1609 ; il est le fils de Michel Bourdin, maître sculpteur et peintre, sculpteur du prince de Condé, puis sculpteur du duc de Nevers, et de Nicole Assolu.
Il est probablement formé par son père et se spécialise, comme lui, dans les monuments funéraires pour la haute noblesse parisienne et provinciale ; il a notamment travaillé pour des proches parents du cardinal de Richelieu.
Ses travaux de jeunesse ne sont pas connus mais, pour la période 1630-1640 pendant laquelle il collabore avec son père, il est délicat de démêler ce qui revient à l’un ou à l’autre.
Il épouse Marie Bricteux le 8 septembre 1642 à Paris. Le couple n’a pas d’enfants.
En 1647, les pères de l’abbaye de Saint-Germain-des-Prés lui confient la restauration des tombes médiévales des rois de la première race, dont celle de Childebert, aujourd’hui à la basilique de Saint-Denis.
En 1655, il achève le tombeau de Jacques Douglas commencé par son père.
Il meurt à Paris rue de la Tissanderie le 4 août 1678. Il est inhumé dans le cimetière neuf de l'église Saint-Jean-en Grève.

## Œuvres
- Buste de Charles Brulard de Leon, marbre, 1640, Musée National du Château de Versailles et des Trianons[3]
- Statues funéraires de René de Vignerot de Pontcourlay et de Françoise du Plessis de Richelieu, marbre, 1641, château de Glénay[4], et deux génies funéraires identifiés par Grégory Vouhé dans les réserves du musée de Thouars[5].
- Statue funéraire d'Amador de La Porte, marbre, 1647, Musée du Louvre[6]
- Monument funéraire de François Legras du Luart et de ses ancêtres, marbre, 1653, chapelle funéraire de la famille du Luart, cimetière communal du Luart (Sarthe)[7]
- Statue funéraire de Charles de Fresnoy, marbre, après 1624, MUDO - Musée de l'Oise (attribuée à Michel Bourdin)[8]
- Buste funéraire de Pierre Fougeu d'Escures, marbre, vers 1630, Musée des Beaux-Arts d'Orléans (attribuée à Michel Bourdin)

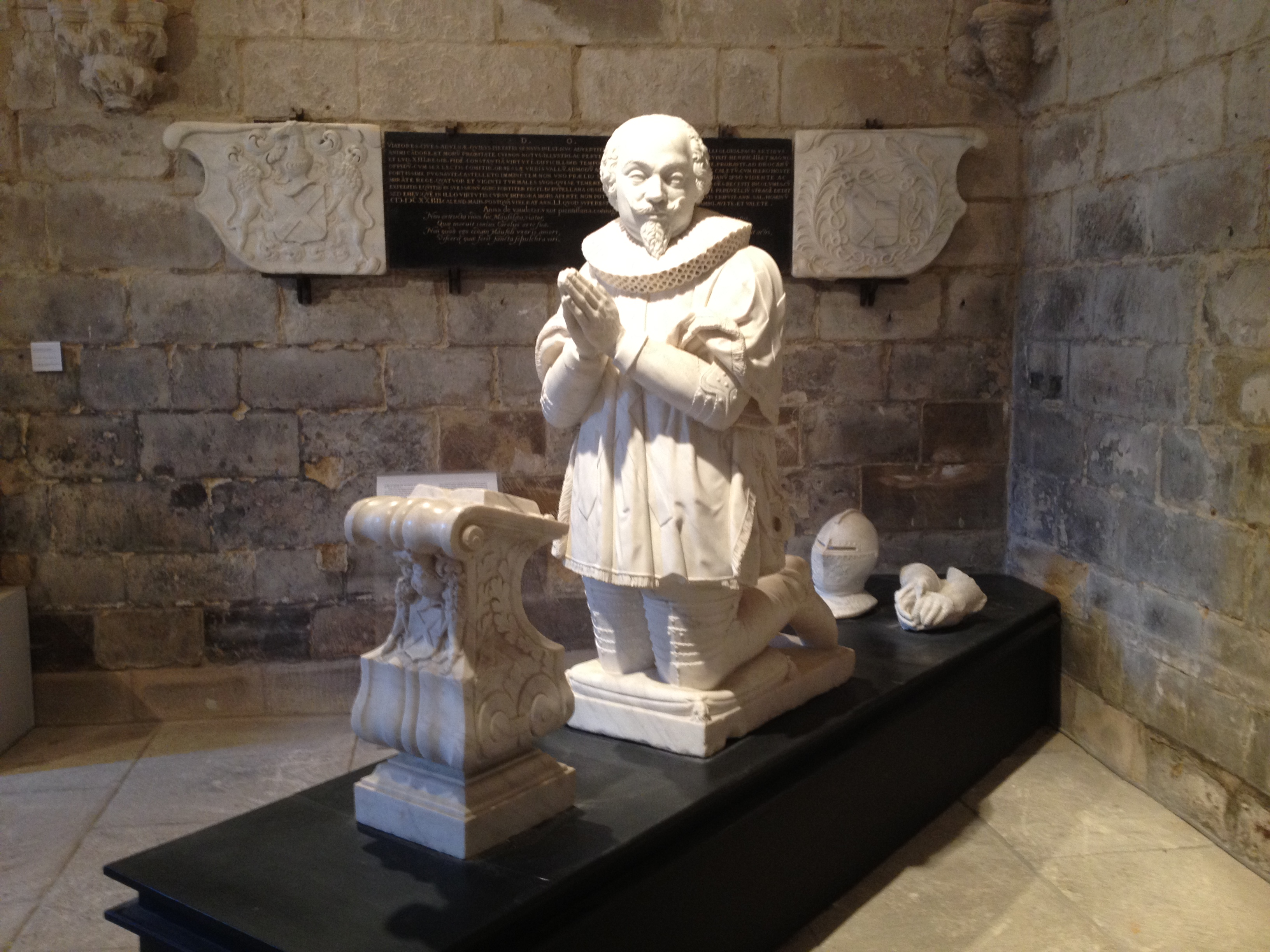
Statue funéraire de Charles de Fresnoy